# Wardair Canada

Un DHC 6 in sosta sul terreno gelato di Sound Plains.

Wardair è stata una compagnia aerea canadese, punto di riferimento del settore charter per tutto in Nord America. L’ultima sede fu ad Edmonton e la base principale nell’aeroporto della città.

## Storia
Inizi modesti
Maxwell W. Ward fondò Polaris Charter a Yellowknife (N.W.T.) nel 1946 con un piccolo biplano de Havilland DH.83 Fox Moth con il quale effettuava ovunque trasporti a richiesta di passeggeri e merci. Il velivolo poteva infatti essere adattato con carrello ruotato fisso, sci, galleggianti per acqua. All’impresa erano associati due personaggi che sarebbero stati a fianco del fondatore per molti anni: Phil Garrett e C.H. “Punch” Dickens. La piccola società mutò nome in Yellowknife Airways Ltd. e acquistò un Bellanca Skyrocket. Un incidente distrusse però il DH.83 e sancì la fine dell’impresa.
Per onorare i debiti Ward iniziò a volare per conto di altri ma nel 1952 si rimise in proprio: 22 luglio la sua nuova società fu costituita con il nome Wardair Ltd. e le operazioni iniziarono il 6 giugno 1953 con un De Havilland Canada DHC-3 "Otter". Le uniche attività erano comunque tutte in relazione alle ricerche di campi auriferi e di uranio e Ward ci trasportò persone e materiali di ogni tipo. Nel 1956 i tre DHC 3 già in servizio furono affiancati da un De Havilland Canada DHC-2 "Beaver".
Velivoli più impegnativi
Il primo salto in avanti avvenne nel 1957, con l’acquisto di un Bristol B-170, rustico ma versatile bimotore britannico in grado di atterrare ovunque, ivi compresa la superficie ghiacciata di laghi. Altri quattro esemplari seguiranno negli anni successivi. Nel 1967 il velivolo atterrò direttamente al Polo Nord!
La società allargò le attività in altre regioni del Canada mutando nome in Wardair Canada Ltd. il 22 giugno 1961. Un altro importante gradino fu il noleggio di un Douglas DC 6A che però non aveva le prestazioni “impossibili” del B-170. Da qui nacque l’idea di utilizzarlo in voli charter verso quei paesi europei che avevano generato una consistente emigrazione per il Canada: Francia, Germania, Gran Bretagna, Italia, Olanda. Nel 1962, primo anno di questa nuova avventura, furono effettuati nove voli, tutti con scalo di rifornimento in Groenlandia. Ben presente una regola che è stata pochissimo disattesa anche negli anni a venire: “servizio di alto livello a prezzi ragionevoli”. Nel 1963 un DC 6B rilevò tali attività: in estate verso l’Europa e in inverno verso California e Messico.
Nel frattempo l’imprenditore non trascurava la presenza nel Nord del paese e, dal 1963, il De Havilland Canada DHC 6 “Twin Otter” divenne la macchina-tipo per tali impegni. L’attività di ricerca si era nel frattempo concentrata sui depositi di rame, abbandonando oro e uranio.
La transizione ai jet

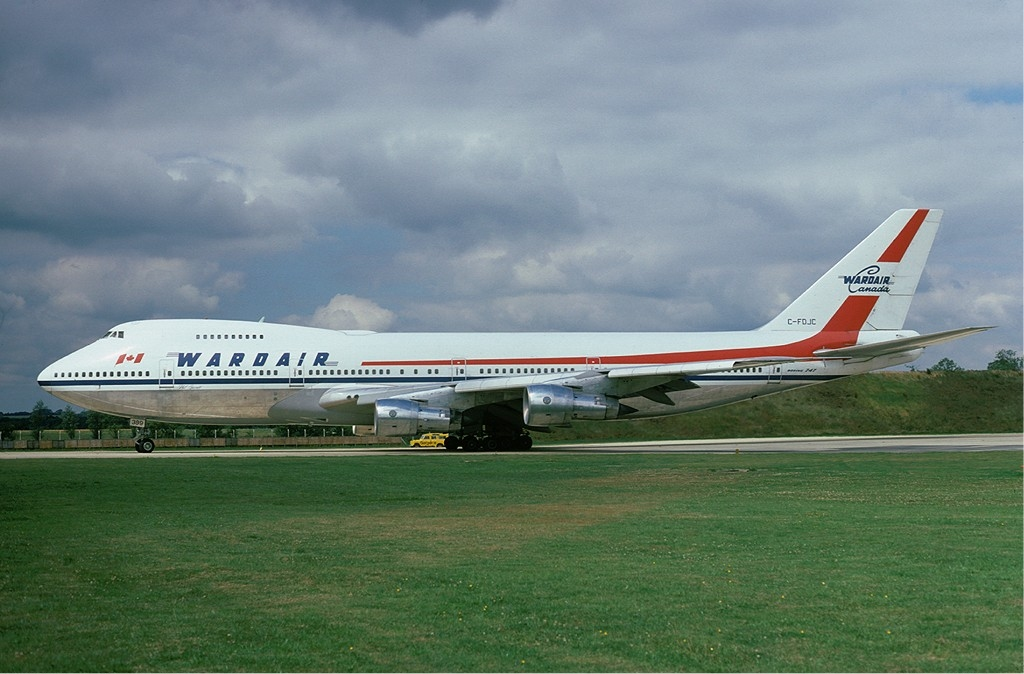
Un Boeing 747-100 di Wardair Canada.

Incoraggiato dai risultati fino a quel momento ottenuti Max Ward decise un passo importante, l’acquisto di velivoli spinti da motori a reazione: un primo Boeing 727 ottenuto nel 1966 tramite un contratto di leasing. Fu anche il primo di questo tipo a scavalcare l’Atlantico, pur con una sosta di rifornimento in Groenlandia. I jetliners erano diventati una realtà e, per meglio soddisfare i sempre più numerosi contratti di charter, nel 1968 fu acquistato un primo Boeing 707 per i voli (stavolta senza scalo) verso l’Europa. Seguì, l’anno successivo, un secondo esemplare.
L’evoluzione era ormai in marcia: nel maggio 1973 fu aggiunto alla flotta il primo Boeing 747. Quantunque il nerbo della compagnia aerea fosse nell'aeroporto di Edmonton, molti voli a lungo raggio furono effettuati dagli aeroporti di Vancouver e Toronto; tuttavia alcune destinazioni come Prestwick, Londra, Amsterdam, Francoforte e Honolulu furono raggiunte anche direttamente da Edmonton.
Il 1° gennaio 1976 la società fu riorganizzata con la nuova ragione sociale Wardair Canada (1975) Ltd. E poi, il 10 giugno 1977, tramite Wardair International Ltd., la finanziaria per la gestione del gruppo che comprendeva ora Intervac (vacanze all’estero) e alcune piccole filiali in Europa e nelle Hawaii.
Nel 1978 fu consegnato il primo ed unico De Havilland Canada DHC-7 che però ebbe scarso impiego perché una serie di programmi cui era destinato furono cancellati. A seguito del vistoso calo dell’attività di ricerca mineraria nel 1979 cessarono completamente le attività della cosiddetta branca “Settentrionale” con sede a Yellowknife e che aveva in linea praticamente tutti i velivoli fino ad allora prodotti da De Havilland Canada.
I voli di linea

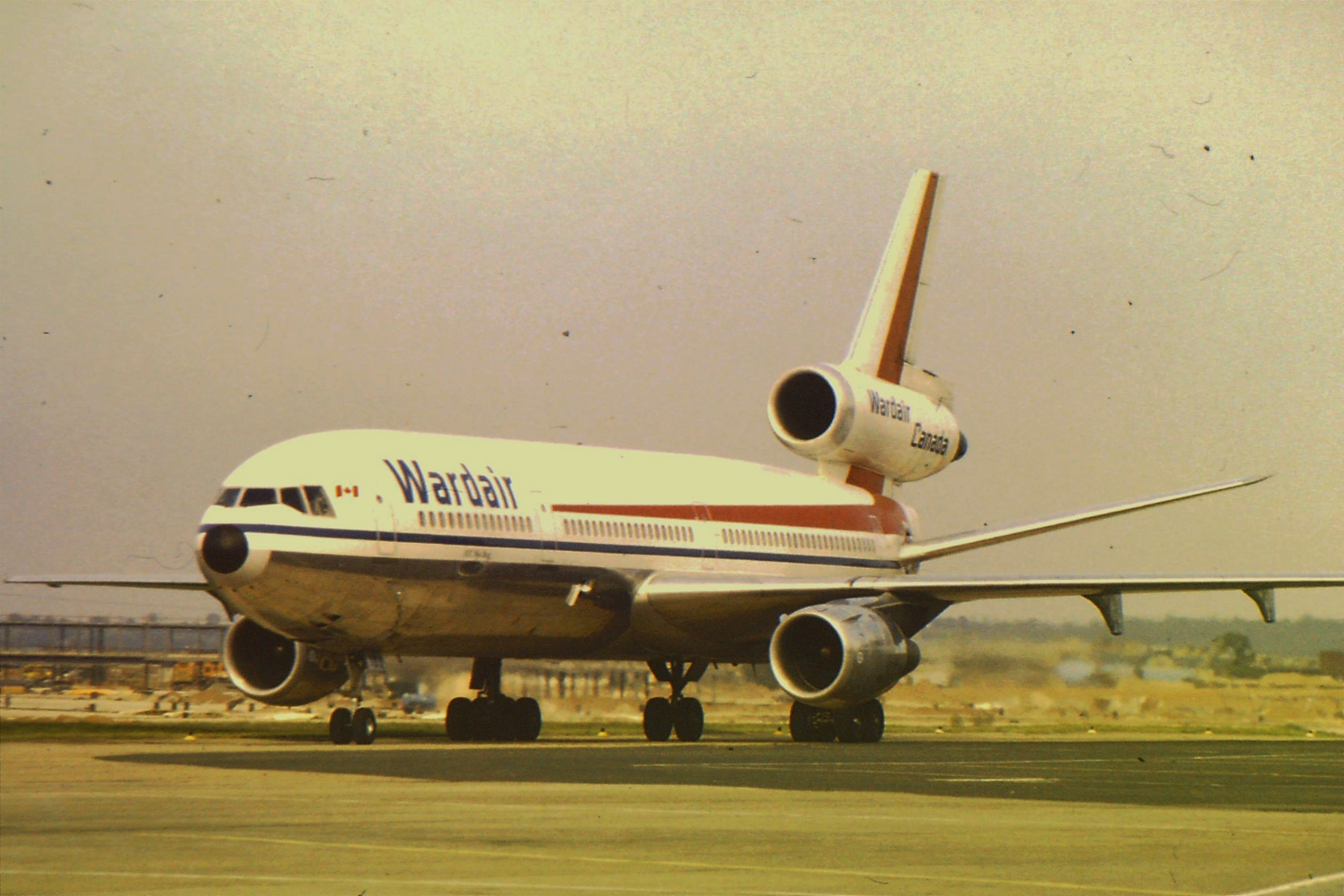
Un McDonnell Douglas DC-10-30 di Wardair Canada.

Nel 1980 la flotta era cresciuta fino a includere quattro B.747 a cui, dal 1986, si aggiunsero tre McDonnell Douglas DC-10. In questo stesso anno entravano in servizio Airbus A.300B acquistati da un vettore straniero che li aveva in esubero, macchine meglio configurate per un mercato interno più contenuto in termini di richiesta. Il 5 novembre 1985 iniziavano i collegamenti di linea per l’estero, debuttando con un volo per San Juan del Porto Ricco. Il 5 maggio 1986 iniziavano quelli interni da Toronto per Calgary, Edmonton, Vancouver.

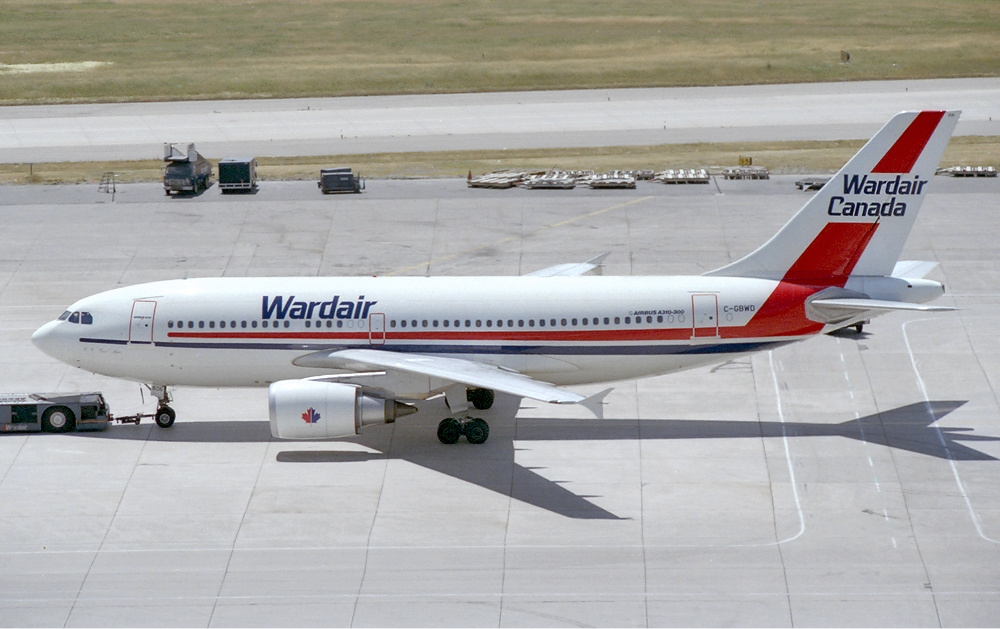
Un Airbus A310-300 di Wardair Canada.

Nel 1987 Wardair prendeva un'altra importante decisione ordinando 14 Airbus A310-300. Nel mese di aprile la società aveva ordinato 8 McDonnell Douglas MD-88 e 16 Fokker 100, tutti annullati dopo il cambio di proprietà che sarebbe intervenuto a breve. Nel mese di giugno alla testa del gruppo subentrava un’altra finanziaria, denominata Wardair Inc. Ma la seconda metà degli anni ’80 fu anche foriera di crescenti problemi. Difficoltà finanziarie, dovute al basso coefficiente di occupazione a bordo ed ai ripetuti problemi dei sistemi informatici, fecero registrare nel 1988 una perdita secca di 22 milioni di dollari, in netto contrasto con i 36 guadagnati nell’esercizio precedente.
A quel punto Max Ward fu costretto ad una decisione dolorosa ma ormai inevitabile. Stabiliti contatti con la rampante Pacific Western Airlines, il 18 gennaio 1989 accettò certamente a malincuore di vendere la sua azienda. L’atto di acquisto fu siglato il 28 aprile e, poco dopo, la dirigenza rivelò un deficit di 19 milioni di dollari accumulato già nel quadrimestre. L’imprenditore commentò a caldo: “Francamente non avevamo proprio il denaro per tirare avanti per 12 o 18 mesi e per trasformarci in un’aerolinea solo regolare.”  La famiglia di Max Ward avrebbe intascato 70 milioni di dollari dalla vendita.
Inizialmente PWA aveva pensato di mantenere nome e struttura Wardair come un’entità autonoma ma la fusione per la costituzione di Canadian International Airlines cancellò l’ipotesi.

## Flotta
Al 15 dicembre 1989 la flotta Wardair Canada risultava composta dai seguenti tipi di aerei:

### Flotta storica
Nel corso degli anni Wardair Canada ha operato con i seguenti tipi di aerei: